# سین جونگ-جا
سین جونگ-جا (انگلیسی: Sin Jung-ja؛ زادهٔ ۱۱ دسامبر ۱۹۸۰)  بازیکن زن بسکتبال اهل کره جنوبی بود. وی در بازی‌های المپیک تابستانی ۲۰۰۸ شرکت کرده‌است.